# Felicitas von Reznicek
Pour les articles homonymes, voir Reznicek.
Felicitas von Reznicek, née le 18 janvier 1904 à Charlottenburg et morte le 27 février 1997 à Engelberg en Suisse, est une écrivaine, résistante et alpiniste allemande.

## Biographie

### Empire et République de Weimar
Felicitas von Reznicek est la fille du compositeur austro-allemand Emil Nikolaus von Reznicek (né à Vienne en 1860 - et mort à Berlin 1945) et de Berta Juillerat-Chasseur (née en 1874 dans le canton de Vaud et morte 1939 à Berlin). La grand-mère maternelle de Felicitas, Amelie Haas, est issue de la famille Haas, banquiers juifs du sud de l'Allemagne, convertis au christianisme en 1857. 
En tant que fille du compositeur et chef d'orchestre Emil Nikolaus von Reznicek, la baronne Felicitas von Reznicek grandit dans le milieu artistique de Charlottenburg. Elle reçoit son prénom de son parrain, le chef d'orchestre Felix Mottl. À l'âge de douze ans, elle débute dans l'alpinisme avec son père dans l'Allgäu. Elle poursuit ensuite par des expéditions en Engadine, dans l'Oberland bernois et dans les Alpes valaisannes, par exemple sur les montagnes Zinalrothorn et Castor-Pollux .  Après sa scolarité, elle tente d'abord de poursuivre une carrière de chanteuse d'opéra. Lorsqu'elle réalise que ses capacités vocales ne suffisent pas, elle devient journaliste, apprenant son métier chez Ullstein-Verlag. Elle travaille d'abord comme journaliste pour divers journaux berlinois, puis en tant qu'autrice de non-fiction et de fiction. À partir de 1928, elle assume de plus en plus le rôle de secrétaire et de manager de son père. Dans les années 1920, elle oscille politiquement entre le Parti du centre et le Parti démocrate allemand. En tant que journaliste, elle nourrit dès le départ des idées claires sur les intentions et les objectifs du NSDAP.

### Troisième Reich
Fille d'une « demi-juive », elle tente d'émigrer en Suisse en mars 1933, mais n'y obtient pas de permis de travail malgré la nationalité suisse de sa mère. Elle rentre donc à Berlin et, dès la fin de 1933, rejoint la résistance auprès de Rudolf Pechel, le rédacteur en chef de la Deutsche Rundschau. La position de son père dans la vie culturelle berlinoise d'une part, et ses propres relations avec la presse étrangère d'autre part, font d'elle une personne idéale pour transmettre des informations importantes. De plus, en tant que manager de son père, elle a de nombreuses occasions de voyager à l'étranger. Cela s'applique en particulier à la période de 1934 à 1940, lorsque celui-ci siège en tant que délégué allemand au "Conseil permanent pour la coopération internationale des compositeurs". Dans le cadre du Festival de musique du Conseil de Hambourg en 1935, elle fait la connaissance de Fritz Wiedemann, alors adjudant d'Adolf Hitler, qui devient le grand amour de sa vie. Elle a alors accès aux sphères les plus intimes du pouvoir à la Chancellerie du Reich. 
En 1938, Wiedemann tombe en disgrâce auprès d'Hitler et se voit affecté à San Francisco en tant que consul. De plus, au début de 1939, la mère de Felicitas, qui en tant que "demi-juive" est le membre de la famille le plus menacé, décède. Felicitas prend donc la décision rapide de se rendre aux États-Unis pour visiter Wiedemann. Au cours de ce premier voyage, elle évalue les opportunités d'emploi aux États-Unis. Dès son retour à Berlin, on lui propose d'écrire pour une agence américaine. Elle accepte l'offre et reçoit ainsi l'autorisation de voyager malgré le déclenchement de la guerre. Son chemin la mène également  en Suisse, où elle s'arrête à Zurich. Pechel lui fait mémoriser un long message de Carl Friedrich Goerdeler. Son contact est Heinz Ritter, bien connu dans la littérature spécialisée comme "le chevalier", qui transmet ensuite le message à Londres.  Dans ses mémoires, Felicitas explique qu'elle a commis cet acte de haute trahison en toute connaissance de cause et en toute bonne conscience. À partir de ce moment, les services secrets britanniques MI6 la considèrent également comme un agent à protéger.
A son grand regret,  Felicitas reçoit après un certain temps l'ordre de revenir à Berlin et, par égard pour son père, n'ose pas demander l'asile aux États-Unis. Au lieu de cela, elle en profite pour retourner à Berlin via le Japon, la Chine et le Transsibérien. Elle raconte ses impressions dans le livre Weltfahrt im Kriege, qui devient plus tard un best-seller. Le Ministère de la Propagande interdit toutefois sa réimpression.
Cependant, Felicitas n'est pas seulement active en tant que courrier : elle apprend d'un ami d'école au ministère de l'Armement que les chiffres réels de production d'avions ne correspondent pas aux chiffres communiqués à la Chancellerie du Reich. Cette information lui est confirmée par le mari de sa cousine Libertas et probablement aussi par Ernst Udet, qu'elle rencontre lors d'une soirée la veille de son suicide et qui la reconduit chez elle. Il s'agit d'informations d'une importance stratégique pour les Anglais, ce qui explique pourquoi Winston Churchill lui accorde la nationalité anglaise en 1951. 

### Après-guerre
Même après la Seconde Guerre mondiale, Felicitas travaille pour les services secrets britanniques, contre la RDA. Elle travaille avec Eberhard Plewe, qui est au service à la fois pour les Britanniques et les Américains et établit des liens avec le premier ministre des Affaires étrangères de la RDA, Georg Dertinger. Lorsque cette connexion est révélée à la fin de 1953 et que les deux sont arrêtés, Felicitas doit quitter Berlin. Elle trouve refuge en Suisse, où la famille Bodmer l'héberge à Engelberg. Dans les premières années, cependant, elle a beaucoup de mal à gagner sa vie en Suisse. Sa situation s'améliore quand, au début des années 1960, elle récupère les redevances américaines sur les œuvres de son père réquisitionnées depuis 1941, et ses bijoux de famille qui y avaient été laissés en 1940. De plus, après avoir atteint la limite d'âge, elle reçoit une pension des services secrets britanniques. Elle se fait également un nom en tant qu'écrivaine, en publiant 14 livres, dont certains traitant de l'histoire d'Engelberg .  Dans la période de l'après-guerre, les membres de la résistance allemande contre Hitler traversent une période difficile. En Allemagne, ils sont souvent dénoncés comme traîtres au peuple. Les vainqueurs alliés hésitent aussi longuement avant même d'admettre qu'il y a eu une telle résistance. C'est compréhensible, car cela ne correspond pas à l'image d'un peuple ayant besoin d'une rééducation collective. C'est pourquoi Felicitas von Reznicek garde le silence sur son rôle dans la résistance pendant des décennies. C'est seulement dans une courte interview pour le Luzerner Tagblatt le jour de son 90e anniversaire qu'elle en parle, puis seulement de la période jusqu'en 1945 .  Certaines informations figurent également dans son autobiographie inédite, écrite en 1978-1980.

### Alpinisme
Dans ses dernières années, Reznicek s'engage particulièrement en faveur de l'alpinisme féminin. Son livre Von der Krinoline zum sechsten Grad ("De la crinoline au sixième degré") est le résultat de recherches approfondies sur l'histoire de l'alpinisme féminin. En 1968, elle fonde au Titlis, notamment avec Rosa Häcki-Feierabend, l'association internationale des femmes alpinistes Rendez-vous Hautes Montagnes RHM avec des alpinistes de douze pays au sommet du Titlis, près de chez elle à Engelberg. Pendant la guerre froide, elle s'engage également pour que les alpinistes des États de l'Est puissent se rendre dans les Alpes. Ses bonnes relations avec les politiciens sont utiles à cette occasion. Il ne s'agit pas seulement pour elle d'un hobby : une cordée sur une paroi rocheuse est liée à l'idée d'une communauté de destin qui dépend de la solidarité et de la camaraderie des participants pour le meilleur ou pour le pire. Dans la mesure où ces attributs n'étaient auparavant accordés qu'aux hommes, l'émancipation féminine se manifeste pour Felicitas dans l'escalade féminine de haute montagne.
Elle décède en 1997 à l'âge de 93 ans à Engelberg, où elle a vécu de nombreuses années. Elle est enterrée en Allemagne (Wedemark) selon sa propre demande.